# LS Большого Пса
LS Большого Пса (лат. LS Canis Majoris), HD 52670 — двойная затменная переменная звезда типа Алголя (EA) в созвездии Большого Пса на расстоянии приблизительно 1624 световых лет (около 498 парсеков) от Солнца. Видимая звёздная величина звезды — от +5,68m до +5,57m. Орбитальный период — около 7,7984 суток.

## Характеристики
Первый компонент — бело-голубой гигант или яркий гигант спектрального класса B2/B3III/IV.